# Scala dei Turchi
Pour les articles homonymes, voir Turchi.
La Scala dei Turchi est une paroi rocheuse (falaise) sur la côte près de Realmonte, dans la province d'Agrigente.

## Historique
Le nom (« Escalier des Turcs ») vient des incursions de pirates sarrasins ou barbaresques, et appelés « Turcs » par la population locale. Ils y trouvaient un abri contre les bourrasques de vent et un abordage plus sûr.
Elle est devenue avec le temps une attraction touristique, à la fois à cause de l'aspect singulier des écueils aux couches inclinées et de couleur blanche, et de la mention dans les romans du commissaire Montalbano d'Andrea Camilleri.
En décembre 2019, l'assemblée régionale sicilienne approuve la demande de son inscription  sur la liste du patrimoine de l'UNESCO.
En février 2020, après des années de plaintes concernant la mauvaise protection environnementale du site contre l'érosion et le vandalisme des touristes, les procureurs italiens ont pris le contrôle du site. Ils ont ordonné sa fermeture temporaire  et ont annoncé qu'ils enquêtent sur un homme qui revendique la propriété du site dans un litige avec l'autorité locale de Realmonte.

## Géologie
La Scala dei Turchi présente une forme ondulée et irrégulière, aux lignes arrondies et adoucies.
Elle est constituée de marne, une roche sédimentaire calcaire, de couleur caractéristique blanc pur. Elle s'érige entre deux plages de sable fin.